# Tự Đức
Tự Đức ( Hanoi:  tɨ˧˨ ɗɨk̚˧˦ , Hán tự 嗣德 , lit. "moștenire de virtuți", 22 septembrie 1829 - 17 iulie 1883) (nume personal:  Nguyễn Phúc Hồng Nhậm , de asemenea Nguyễn Phúc Thì) a fost al patrulea împărat al dinastiei Nguyễn din Vietnam; a domnit din 1847 până în 1883.

## Biografie
Fiul împăratului <i>Thiệu Trị</i>, prințul Nguyễn Phúc Hồng Nhậm i-a succedat tatălui său pe tron, cu titlul domnesc de Tực, dar necazurile familiei au făcut ca epoca sa să înceapă violent.                      Thiệu Trị trecuse peste fiul său mai moderat, <i>Hồng Bảo</i>, pentru a-i da tronul lui Tực, cunoscut pentru confucianismul său încăpățânat și opoziția față de străini și inovație. Drept urmare, și din cauza politicilor represive ale împăratului anterior din dinastia Nguyễn, acum a existat o mare nemulțumire față de stăpânirea Nguyễn și o figură regală legitimă pentru a ralia această opoziție. 

## Domnia

### Conflict cu Hồng Bảo
Prințul Nguyễn Phúc Hồng Bảo a devenit liderul unei rebeliuni împotriva lui Tực, formată din savanți confucieni care s-au înfuriat că ierarhia familiei fusese dezonorată (trecând peste fiul cel mai mare), unii susținători rămași ai dinastiei Lê (pe care mulți încă o considerau dinastia legitimă a Vietnamului), precum și țăranii obișnuiți supărați pentru impozitarea Nguyễn și obișnuiții mandarini corupți, precum și misionarii romano-catolici și convertiții creștini care au fost atât de persecutați de Minh Mạng și Thiệu Trị. Cu o forță militară rapidă, Tực a suprimat rebeliunea și a intenționat să-l execute pe fratele său, dar a fost convins să renunțe de către mama sa, regina Dowager Từ Dũ, dar Hồng Bảo s-a sinucis în închisoare. 

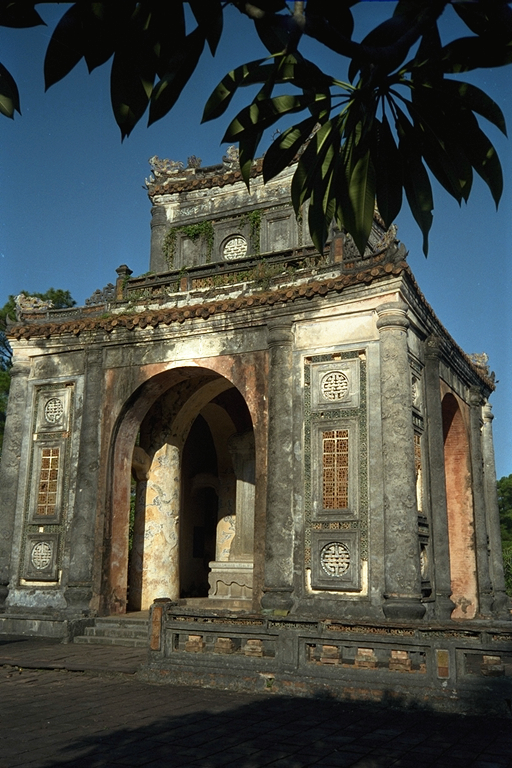
Mormântul împăratului Tự Đức

### Represiunea religioasă
Împăratul Tực a continuat politicile predecesorilor săi, oprind Vietnamul din lumea exterioară și refuzând toate eforturile de modernizare a țării. Relatările vieții sale personale arată un om blând și educat, dar politicile sale au adus un conflict cu Europa pe care Vietnamul nu l-a putut câștiga. El a asuprit pe toți străinii din Vietnam, în special comunitatea creștină, care încercase să-l răstoarne pe tatăl său, cum ar fi în revolta Lê Văn Khôi, numind religia lor o „doctrină perversă”. Mandarinul creștin Nguyễn Trường Tộ a încercat să-l convingă pe Tực Đức că este o politică sinucigașă, dar el nu a ascultat, încrezător că Franța a fost prea implicată în haosul din Europa în 1848 pentru a riposta, dar a greșit. 

### Cucerirea europeană
Franța a răspuns cu o mare forță de expediție militară și a atacat în sudul Vietnamului. Armata Nguyễn a luptat curajos pentru o perioadă, dar armele și tactica învechite ale armatei sale nu erau potrivite pentru lupta cu francezii, care sufereau mai mult din cauza climei și a bolilor decât din cauza rezistenței inamice. Luptele din jurul Hanoiului împotriva piraților Drapelului Negru   s-au încheiat cu victoria Franței, iar China a renunțat la poziția lor de stăpân feudal al Vietnamului și a recunoscut Franța drept puterea conducătoare asupra regiunii. 

### Rebeliuni
Pentru a înrăutăți și mai mult situația, împăratul Tực a trebuit să facă față rebeliunilor interne reînnoite care deveniseră obișnuite pentru dinastia Nguyễn. Au fost literalmente sute de mici rebeliuni și răscoale împotriva guvernării Nguyễn. Încercările ineficiente de a impune interdicție misionarilor creștini au fost, de asemenea, cea mai mare sursă de probleme, inclusiv executarea unui episcop spaniol care a fost folosită pentru a justifica invazia franceză și spaniolă și a dus la căderea Saigonului. Prin ordinul din 1848, Tự Đức a poruncit tuturor convertiților catolici vietnamezi să renunțe la religia lor, altfel vor fi marcați pe față cu marca unui eretic și să-și predea toate drepturile și privilegiile. Aceasta a raliat cea mai mare parte a puterilor europene împotriva Vietnamului, iar Tự Đức, făcând acest lucru, a renunțat la orice speranță ca Vietnamul să obțină ajutor ca victimă din lumea exterioară. 

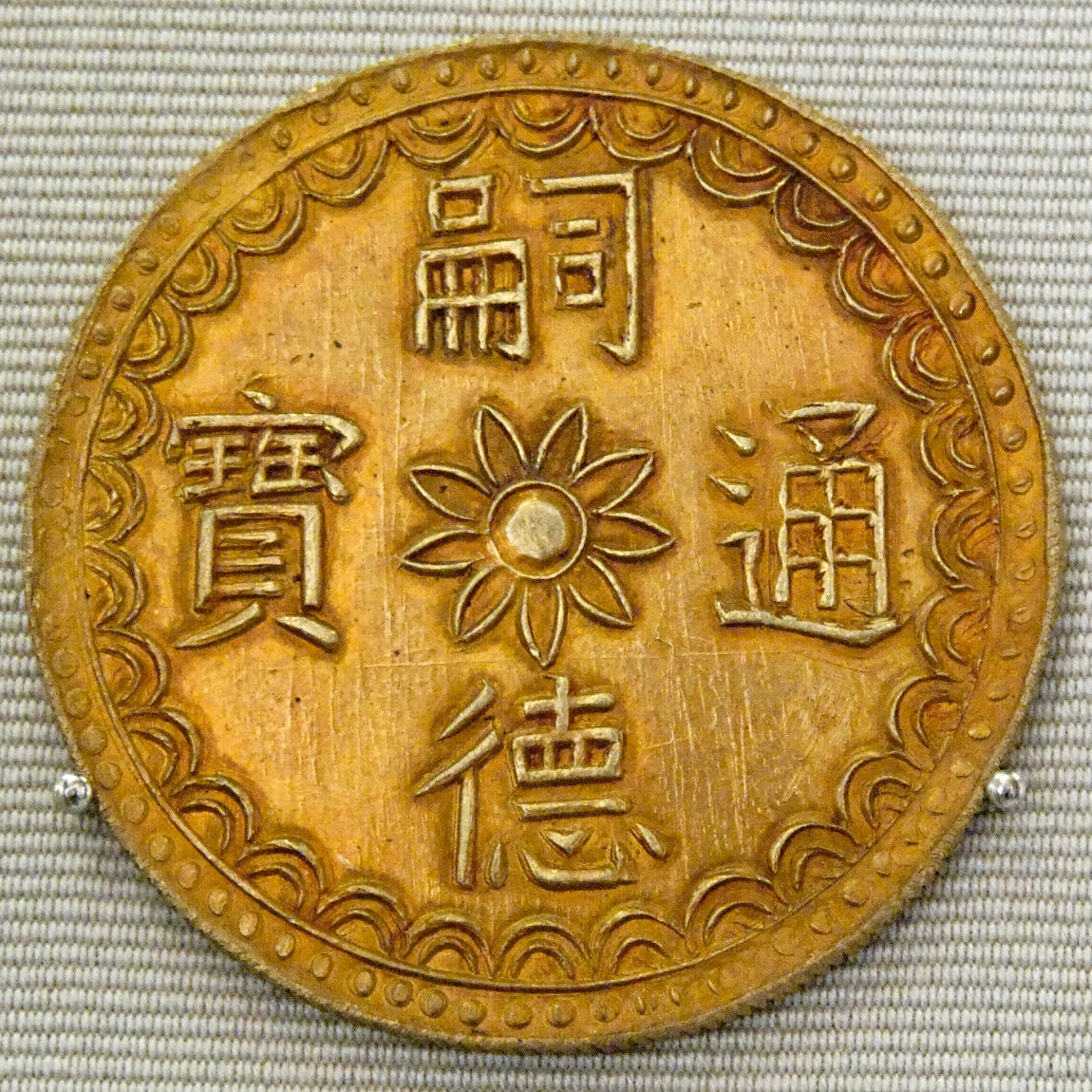
Lạng de aur (Tael) din vremea lui Tự Đức

### Tratate
Când mai multe rebeliuni au izbucnit pe măsură ce francezii avansau asupra capitalei, Tực se temea că autoritatea lui se va prăbuși. El a preferat să facă o înțelegere cu francezii, pentru a putea zdrobi rebeliunea, deoarece în timp ce Franța poate cere concesii umilitoare, rebelii l-ar depune și l-ar ucide. El a semnat cedarea celei mai sudice provincii din Vietnam, Cochinchina, pentru a fi o colonie franceză și a acceptat statutul de protectorat francez pentru țara sa. Acest lucru a provocat o rebeliune imensă, iar mulți, precum celebrul mandarin Trương Định, au refuzat să recunoască tratatul și au luptat în apărarea țării lor, denunțându-l pe Tự Đức ca trădător. 

## Sfârșitul
Împăratul Tực nu a trăit pentru a vedea cele mai grave efecte ale colonialismului asupra țării sale, dar este adesea considerat drept ultimul împărat al Vietnamului care a condus independent. Un caz de variolă l-a lăsat neputincios așa că nu a avut copii în ciuda unui harem uriaș de soții pe care le ținea în palatul său. Conform legendei, el a murit în 1883, blestemându-i pe francezi cu respirația pe moarte. După moartea sa, i-a urmat la tron fiul său adoptiv Duc Đức, care a fost depus după o domnie de trei zile. 

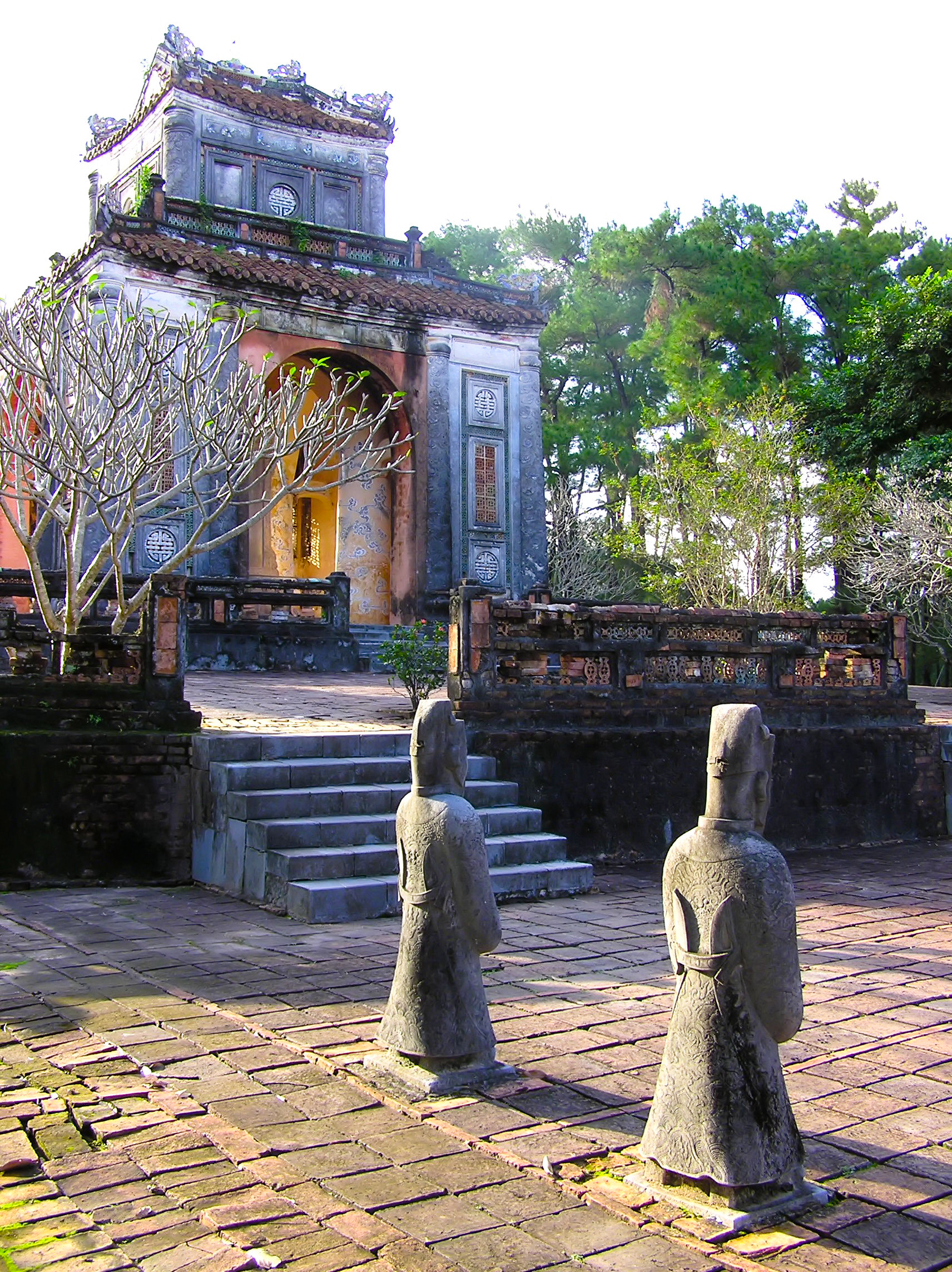
Mormântul împăratului Tự Đức.
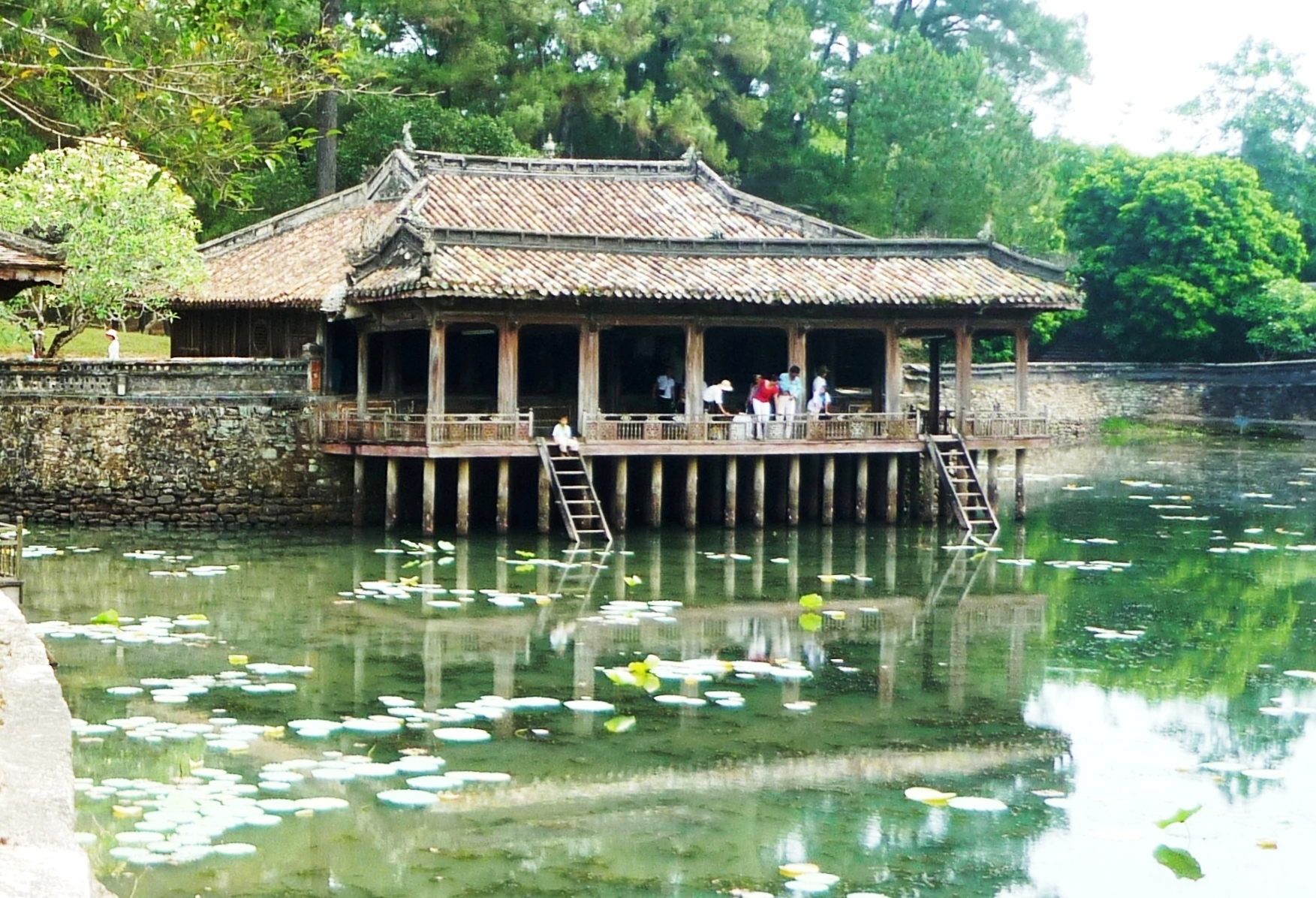
Pavilion și iaz de lotus din vremea împăratului Tự Đức.